# 横須賀パーキングエリア
横須賀パーキングエリア（よこすかパーキングエリア）は、神奈川県横須賀市の横浜横須賀道路上にあるパーキングエリア。横浜横須賀道路上では唯一の休憩施設である。
2015年6月30日に、国土交通省がスマートインターチェンジの設置を認可した。ただし、当PAに隣接して設置されるのは上り線側のみで、下り線側は「本線直結型」となる。横須賀市道坂本芦名線に接続する計画。

## 道路
- E16 横浜横須賀道路

## 沿革
- 1984年（昭和59年）4月27日 : 逗子IC - 衣笠IC間 開通に伴い供用開始[3]。
- 1995年（平成7年）4月10日 : 上りPA拡張。
- 1998年（平成10年）3月26日 : 下りPA拡張。
- 2015年（平成27年）6月30日 : 国土交通省がスマートICの設置を認可[1]。
- 2025年（令和7年）度 : スマートIC供用開始予定[4]。

## 施設

### 上り線（横浜方面）

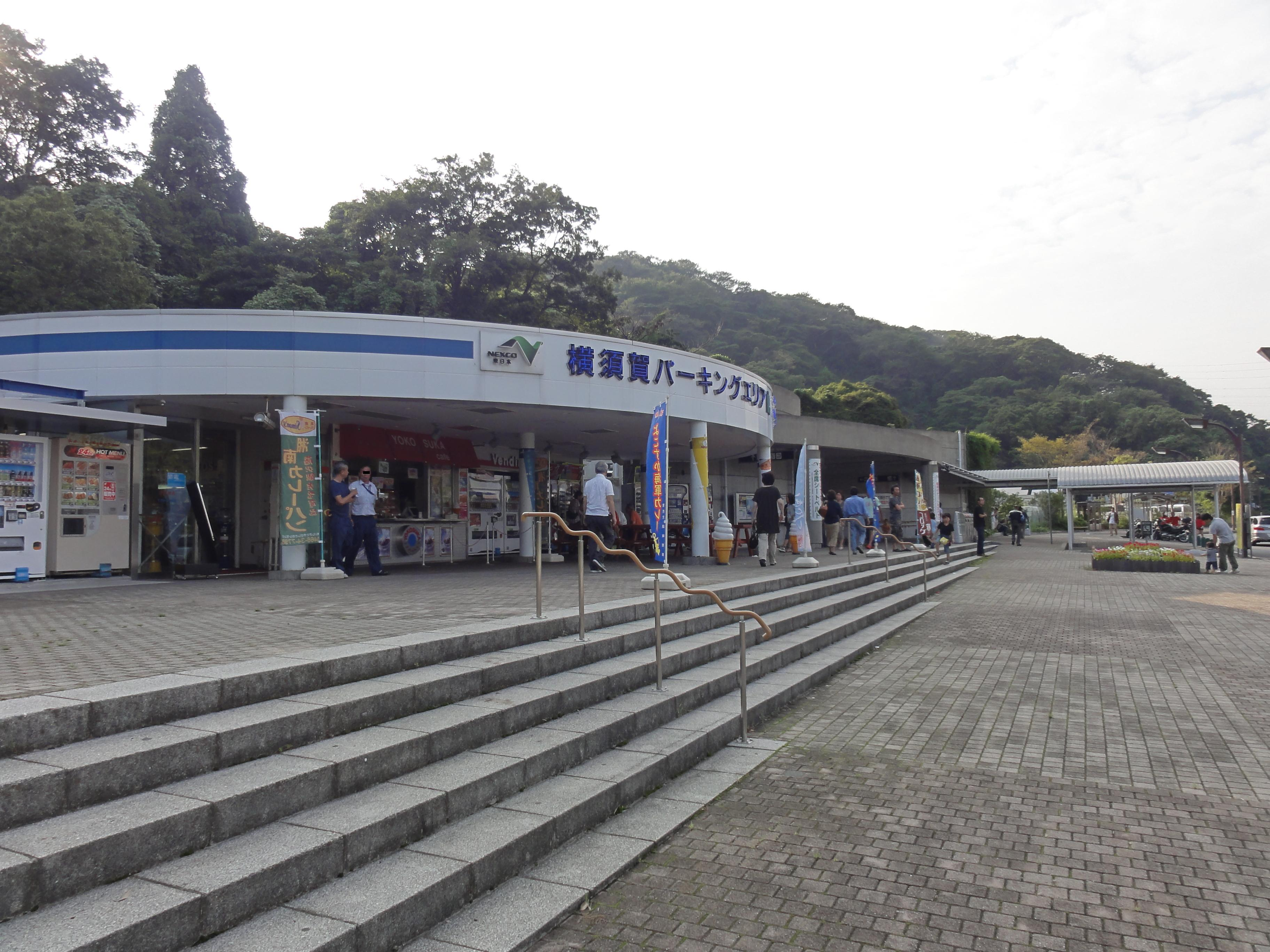
上り施設

- 駐車場
  - 大型 14台
  - 小型 72台（車椅子用駐車スペース有）
- トイレ
  - 男性 大9（和式2・洋式7）・小11
  - 女性 18（和式4・洋式14）
    - 同伴の男児用 1

  - 車椅子用 1
- スナック（7:30-19:30）
- ショッピング（7:30-19:30）
- 自動販売機
- 給電スタンド（24時間）

### 下り線（馬堀海岸方面）
- 駐車場
  - 大型 14台
  - 小型 72台（車椅子用駐車スペース有）
- トイレ
  - 男性 大8（和式1・洋式7）・小10
  - 女性 16（和式4・洋式12）
    - 同伴の男児用 2

  - 車椅子用 1
- スナック（7:00-19:00）
- ショッピング（7:00-19:00）
- 自動販売機
- 給電スタンド（24時間）

## 隣
E16 横浜横須賀道路
(6)逗子IC - (7)横須賀IC - 横須賀PA/SIC（SICは事業中） - (8)衣笠IC - (9)佐原IC